# Bulimundo
Bulimundo (Pedra Badejo, abril de 1978) é um grupo musical cabo-verdiano, um dos principais responsáveis pela modernização e expansão nacional e internacional do Funaná. 

## Percurso
Fundado por Carlos Alberto Martins “Katchas”, juntamente com Madala, Lázaro e Kim de Santiago, o grupo surgiu inicialmente com a intenção de integrar apenas pescadores e agricultores residentes em Santa Cruz. O nome foi inspirado do quintal, designado Bulimundo, onde ocorreram os primeiros ensaios. 
Ao contrário do que pretendiam inicialmente, o conjunto acabou por integrar músicos da cidade da Praia. Com os constrangimentos da distância - enquanto uns membros do coletivo moravam em Santa Cruz, a maioria residia na capital -, o núcleo acabou por assentar em Katchás, Santos, Kim de Santiago, Silvestre Alfama, Lú di Pala.   Ainda no mesmo ano, Santos, Tony, Zé Carabedja, Zé Augusto e Zeca di Nha Reinalda (todos saídos do coletivo Opus 7) integravam os Bulimundo. 
De acordo com a tese Contributo de Bulimundo na música tradicional Cabo-Verdiana, de Nelson Furtado Correia Barros, são provavelmente o nome maior do Funaná, em Cabo Verde e além fronteiras, por permitirem que o estilo musical tradicional do arquipélago contornasse a invisibilidade prescrita pela ditadura colonial (vigente até 1975), o colocasse no centro da vida cultural cabo-verdiana e o internacionalizasse.  Até então, o funaná estava relegado ao menosprezo e ao contexto rural, onde nascera. Na capital, Praia, vingava apenas a Morna, música colada à elite, por consequência, tida como de prestígio. 
Curioso de outros estilos musicais cabo-verdianos além do funaná, como o batuque, a tabanka, a morna ou a coladeira, Katchas integrou na sonoridade do grupo um misto dessas influências (entre outras internacionais), o que acabou por assegurar a singularidade e popularidade dos Bulimundo. 
Nessa impermeabilização da música tradicional cabo-verdiana com os sons da guitarra elétrica, baixo, viola ritmo, entre outros instrumentos amplificados, os cabo-verdianos despertaram para um novo funaná, descentralizado do acordeão diatónico (conhecido em Cabo Verde como gaita) e do ferrinho (tocado com uma faca) como atores principais. 
"Em algumas ilhas, o público reagia de uma maneira estranha, porque não conhecia o ritmo funaná. Muitos até achavam que estávamos a tocar coladeira de uma forma que não era real", recorda Zeca di Nha Reinalda ao jornal Português Correio da Manhã, a propósito da primeira atuação dos Bulimundo na ilha de São Vicente, em 1978. 
O sucesso do coletivo desponta a 28 de março de 1980, depois da participação no festival Praia-80, no Cine-Teatro da Praia. 
Em 1982, integra grupo José Mário dos Reis, popularmente conhecido por Zé Mário Bulimundo (falecido a 9 de maio de 2023).
Até 1984, o grupo lançou seis álbuns: Bulimundo (1980); Djâm Bancu Dja (1980); Batuco (1981); O Mundu Ka Bu Kaba (1982) ; Êxodu (1983) e Compasso Pilon (1984). O trágico acidente de viação de Katchas, a 29 de março de 1988, acabou por ditar o fim dos Bulimundo, já destabilizado pela partida (incluíndo Zeca di Nha Reinalda) e integração de vários membros. 
Por volta de 2006/2007 o grupo voltou a reunir-se, por ocasião de diferentes festivais, mas apenas dez anos depois, em abril de 2017, voltaram a atuar juntos, “na Praia - Cabo Verde, regressando aos palcos com 3 dos seus elementos fundadores, dos 8 que fazem actualmente parte da banda”, indica a publicação Ao Sul do Mundo. 